# 宮川匡代
宮川 匡代（みやがわ まさよ、3月10日 - ）は、日本の漫画家。東京都在住。

## 概要
1979年、15歳で「92冊のあなたとわたし」にてデビュー。代表作は「ONE─愛になりたい─」「林檎と蜂蜜」「ラブホリック」「ヘブンリー・キス」など。
2014年1月15日発売の「YOU」2月号（集英社）より、「ONE─愛になりたい─」の26年ぶり続編となる「ONE Final─未来のエスキース─」を連載中。

## 人物
魚座で、血液型はO型。趣味は料理で、材料からこだわって作るのが好き。愛犬にゴールデン・レトリバーがいる。
有名漫画家にリスナーが多い長寿ラジオ番組『コサキンDEワァオ!』にて、最初にリスナーであることをカミングアウトした漫画家である（欽グルスショウ時代にゲスト出演している）。ネタを織り込んだコマはコサキンの特集が載っている『ラジオパラダイス』1987年6月号（三才ブックス）にも収録されている（『ONE』の2カットが掲載）。“夜とも”時代からのファンのヘビーリスナーで家族ぐるみで聞いていたとのこと。
ただし、他の漫画家と違い直接番組に投稿していないことや以降の漫画でのネタの挿入がないこと、さらにこの時で「昔の方が面白かった」と語っており、最近では名前が出ることはほとんどなくなってしまった。

## 作品リスト

### 単行本
マーガレットコミックス
- ふんわりふたりのラブポエム(1982年10月)
- おれの胸で泣いてくれ(1983年7月)
- 女の子の赤い靴(1984年2月)
- ガラスのオンロード（1984年9月）
- ワインライト（1985年1月）
- 海の季節はまだ遠い（1985年7月）
- Toyボーイ（1986年8月）
- 18は夢の頃（1986年8月）
- ONE -愛になりたい-（1987年 - 1988年、全7巻、文庫版全4巻）
- エチュード Etude（1989年5月）
- 上級生（1989年 - 1990年、全3巻、文庫版全2巻）
- 好きしか知らない（1990年 - 1991年、全3巻、文庫版全2巻）
- Passing Through（1991年10月）
- 15歳のレビュー（1992年、全2巻）
- 素足の君を（1992年 - 1993年、全2巻）
- あなたがくれた（1993年7月）
- キャンドルにお願い（1994年2月）
- 夏だったね（1994年6月）
- ファーストレッスン（1995年8月）
- 何度でも好きと言って（1996年4月）
- 彼の温度（1997年 - 1998年、全3巻）
- 今朝きみが羽をつけて（1997年5月）
- 林檎と蜂蜜（1998年 - 2009年、全22巻）
  - 林檎と蜂蜜 walk（2009年 - 、全21巻）
- エデン（2001年8月）
- 空より高く（2012年 - 2013年、全4巻）
- ONE Final─未来のエスキース─（2014年5月 - 2016年10月、全8巻）
- 殿＊姫＊王子（2017年4月 - 2018年11月、全6巻）

ヤングユーコミックス
- Two Hearts（1995年 - 1996年、全3巻）
- 君が教えてくれるすべて（1996年12月）
- 7年目の制服（1997年6月）
- Bed（1998年6月）
- Ribbon（1999年5月）
- 果実（1999年8月）
- ラブホリック（2000年 - 2004年、全7巻、文庫版全5巻）

クイーンズコミックス
- アイガラゴー! I've got to go!（2002年3月）
- 宮川匡代 the best;Dearest You（2002年5月）
- ヘヴンリー・キス（2005年 - 2012年、全8巻）
- アップル シナモン キャラメリゼ（2006年 - 2007年、全2巻）

白泉社レディースコミックス
- Hug -ハグ-（2003年7月）
- Kiss and Fight（2004年 - 2009年、全11巻）
- 天使契約シリーズ
  - 天使契約（2009年3月）
  - 天使契約II -羽根のないふたり-（2010年11月）
  - 天使契約III -何度生まれかわっても-（2013年1月）
- バニティ・リーグ（2009年 - 2011年、全4巻）
- ここが愛のまん中（2011年 - 2013年、全5巻）

オフィスユーコミックス
- あの人は昨日と同じ空を見上げてる（2020年2月 - 、既刊12巻）
- 今日きみの手をとってあの空の下（2025年 - 、既刊2巻）

### 集英社文庫
- 宮川匡代名作セレクション（2004年8月）
  - 収録作品：「7年目の制服」「千のキス・7月」「君が教えてくれるすべて」
- 宮川匡代名作セレクション（2004年8月）
  - 収録作品：「Bed」「鼓動 -パルセーション-」「Duet」「果実」「airy」
- Bright works（2008年8月）
  - 収録作品：「今朝 きみが羽をつけて」「何度でも好きと言って」「Last Love」「彼」
- Lovely works（2008年8月）
  - 収録作品：「あなたがくれた」「夏だったね」「ファーストレッスン」「キスの奇蹟」